# Шур, Михаил Саулович
Михаил Саулович Шур (англ. Michael Shur; род. 13 ноября 1942, Каменск-Уральский, Свердловская область, РСФСР, СССР) — советский и американский физик.
Окончил Ленинградский электротехнический институт (ЛЭТИ) (1965) и аспирантуру Физико-технического института имени А. Ф. Иоффе (1967, с защитой диссертации).
С мая 1965 по январь 1976 работал в Институте имени Иоффе. С 1976 — в Университете Корнелл (США), Государственном университете Уэйна, Оклендском университете, научном центре IBM T.J.Watson, с 1979 в Университете Миннесоты.
В 1989—1996 профессор Университета Виргинии, департамент электрического и компьютерного инжениринга.
В 1992 году защитил докторскую диссертацию:
- Шур, Михаил Саулович. Исследование электрических доменов : автореферат дис. … доктора физико-математических наук : 01.04.02 / Физ.-техн. ин-т.- Санкт-Петербург, 1992.- 22 с.: ил. РГБ ОД, 9 92-4/2235-5

С сентября 1996 года профессор Политехнического института Ренсселера.
Одновременно с января 2000 г. вице-президент Sensor Electronic Tenchnology Inc.
Columbia, United States.
Держатель 27 патентов в области микроэлектроники. Автор (соавтор) свыше 1000 публикаций. Автор, соавтор или редактор 32 книг.
Награды:
- 2007 IEEE Donald G. Fink Prize Paper Award[англ.]
- 2007 IEEE Leon K. Kirchmayer Graduate Teaching Award

Публикации:
- Физика полупроводниковых приборов [Text] : в 2 кн. / Михаил Саулович Шур. — М. : Мир, 1992. — 479 с. : ил. — ISBN 5-03-002514-6.
- M. Shur and A. Liu, Flash lighting with optimized power-distribution, US Patent 9,894,728 February 13, 2018
- K L Koshelev, V Y Kachorovskii, M Titov, M S. Shur Plasmonic Shock waves and solitons in a nanoring.-Phys. Rev. B 95, 035418 (2017)
- M. Shur, Physics of Ultrahigh Speed Electronic Devices, IEDM Technical Digest, pp. 29.4.1-29.4.4, IEDM 16-719 (2016) (Invited)
- M. Shur and R. Gaska, Deep Ultraviolet Light Emitting Diodes (INVITED), IEEE Trans. ED, vol. 57, No 1, pp. 12–25 (2010)
- M. Shur, Plasma Wave Terahertz Electronics, Electronics Letters, (Invited), pp. S18-S21 (2010)
- M. S. Shur, Low Ballistic Mobility in Submicron High Electron Mobility Transistors, IEEE EDL-23, 511 (2002)
- M. S. Shur, Ballistic Transport in Semiconductor with Collisions, IEEE Trans. ED-28, 1120 (1981) 8. M. S. Shur and L. F. Eastman, Ballistic Transport in Semiconductors at Low-Temperatures for Low Power High Speed Logic, IEEE Trans ED-26, 1677 (1979)
- Современные приборы на основе арсенида галлия / М. Шур; Пер. с англ. под ред. М. Е. Левинштейна, В. Е. Челнокова. — М. : Мир, 1991. — 632 с. : ил.; 25 см; ISBN 5-03-001459-4 (В пер.)
- Эффект Ганна [Текст]. — Ленинград : Энергия. Ленингр. отд-ние, 1971. — 78 с. : черт.; 20 см. — (Б-ка по радиоэлектронике; Вып. 29).
- Физика полупроводниковых приборов : В 2 кн. [Текст] / Пер с англ. под ред. Ю. Д. Биленко и В. Л. Видро ; М. Шур; [Пер. : А. А. Кальфа, А. Г. Лазерсон, Б. Л. Эйдельман]. — Москва : Мир, 1992. — ил., граф; 22 см; ISBN 5-03-002561-8
- Процессы горения топлив в РДТТ [Текст] / А. З. Чулков, И. Д. Скворцов, М. С. Шур ; Науч. ред. докт. техн. наук А. З. Чулков. — Москва : [б. и.], 1974. — 216 с. : ил.; 22 см. — (Итоги науки и техники. Серия «Авиационные и ракетные двигатели» Т. 1).
- Исследование работы диода Ганна в резонаторе с помощью математической модели на ЭВМ [Текст] / К. В. Кузнецов, М. Е. Левинштейн, М. С. Шур ; АН СССР. Физ.-техн. ин-т им. А. Ф. Иоффе. — Ленинград : [б. и.], 1970. — 33 с. : ил.; 20 см.